# Judgment Day (2007)
Judgment Day (2007) foi um evento de luta profissional promovido pela World Wrestling Entertainment (WWE) em formato pay-per-view. Aconteceu em 20 de maio de 2007 no Scottrade Center em St. Louis, Missouri. Este foi o nono evento na cronologia do Judgment Day e o quinto pay-per-view de 2007 no calendário da WWE.

## Resultados
| Nº                                          | Resultados | Estipulações                                            | Tempo |
| ------------------------------------------- | --- | ------------------------------------------------------- | ----- |
| Dark                                        | Kane derrotou William Regal (com Dave Taylor) | Luta individual                                         | N/A   |
| 1                                           | Ric Flair derrotou Carlito por submissão | Luta individual                                         | 15:34 |
| 2                                           | Bobby Lashley derrotou Team McMahon (Mr. McMahon (c), Shane McMahon e Umaga)                                                                                                  | Luta 3-contra-1 pelo ECW World Championship             | 1:13  |
| 3                                           | CM Punk derrotou Elijah Burke | Luta individual                                         | 16:51 |
| 4                                           | Randy Orton derrotou Shawn Michaels por nocaute | Luta individual                                         | 4:32  |
| 5                                           | The Hardys (Matt e Jeff) (c) derrotaram Lance Cade e Trevor Murdoch | Luta de duplas pelo World Tag Team Championship         | 15:02 |
| 6                                           | Edge (c) derrotou Batista | Luta individual pelo World Heavyweight Championship     | 10:37 |
| 7                                           | Montel Vontavious Porter derrotou Chris Benoit (c) por 2–0 - MVP fez o pin em Benoit depois de um "Playmaker" (8:13) - MVP fez o pin em Benoit com um "Inside Cradle" (14:10) | Luta de duas quedas pelo WWE United States Championship | 12:46 |
| 8                                           | John Cena (c) derrotou The Great Khali por submissão | Luta individual pelo WWE Championship                   | 8:15  |
| (c) – Refere-se aos campeões antes da luta. | |                                                         |       |